# Dhon Cholecha

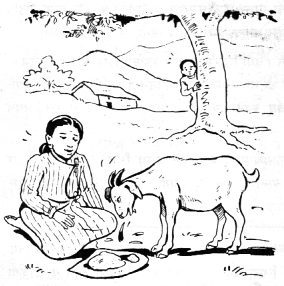
Punkhu Maincha y Dhon Cholecha

Dhon Cholechā (en devanagari: धों चोलेचा) es un cuento popular nepalés, sobre una pequeña niña y una vieja cabra. Es la historia infantil más conocida por la sociedad newa del valle de Katmandú. Trata sobre una niña llamada Punkhu Mainchā (पुन्खु मैंचा) y el maltrato que ella sufre de su cruel madrastra. Dhon Cholechā significa "vieja cabra niñera" en Nepal bhasa.

## La historia

### Punkhu Maincha
Había una niña llamada Punkhu Maincha cuya madre falleció cuando esta era muy pequeña. Su padre volvió a casarse y tuvo una hija. A partir de ahí, la vida de Maincha se volvió difícil. Su madrastra era una mujer cruel, que la obligaba a hacer todos los quehaceres del hogar, y le daba muy poco para comer. Maincha también tenía que llevar a pastar a su  vieja cabra, llamada Dhon Cholecha.

### Dhon Cholecha
A pesar del trabajo duro y la mala alimentación, Maincha siempre se veía sana y bien alimentada. Por lo que la madrastra ordena a su hija que vigile a su hermana mayor, mientras ésta pastorea a Dhon Cholecha. La cabra sabía lo difícil que era la vida de Maincha, y la quería mucho. Cuándo ambas llegaban al lugar de pastoreo, la cabra vomitaba una deliciosa comida para Punkhu Maincha, razón por la cual se veía saludable.
La medio hermana, al ver esto, fue a contárselo a su madre. La mujer celosa hizo un plan para matar a Dhon Cholecha, a fin de que Punkhu Maincha no consiguiera más comida. La niña se sintió muy triste cuando supo que Dhon Cholecha iba a ser sacrificada para una fiesta familiar. La vieja cabra intentó consolarla, y le pidió que enterrara sus huesos en su jardín. Una higuera crecería en el lugar, y ella podría disfrutar de sus frutos.

### Los demonios
Punkhu Maincha decidió no ir al festín, pretendiendo que estaba enferma. Posteriormente, recoge los huesos y los entierra en el jardín. Como había dicho la cabra, una higuera creció en el lugar. Un día, mientras estaba sentada en una rama, comiendo las frutas del árbol, dos lakheys (demonios) disfrazados como una pareja de ancianos llegaron, y le pidieron a la niña que les tirara algunas frutas. Ella lo hizo, pero los demonios le dijeron que los higos cayeron en el suelo, por lo que le pidieron más, y que se bajara del árbol.
Cuándo Maincha bajó del árbol, la llevaron a su hogar. Allí, los demonios le pidieron que preparara pan plano para la cena, mientras iban a lavarse.

### El ratón
Mientras la niña preparaba la cena, un ratón salió corriendo de un agujero y le dijo: "Si quieres oír algo, darme un pan plano." Así que Punkhu Maincha le dio de comer al ratón. Reapareció y dijo lo mismo. Ella le dio otro pan plano. El ratón volvió por tercera vez, y ella le dio otro pan.
Entonces el ratón dijo: "Estas personas son en realidad lakheys, y se están preparando para comerte. Empaca tanto oro, plata, gemas y otros tesoros como puedas, y huye. Antes de irte, escupe en cada peldaño de la escalera, y también deja un trozo de carbón en cada uno de ellos."
Los demonios regresaron y golpearon la puerta y llamaron, pero cada vez que lo hacían, el escupo y el trozo de carbón decían "Sí" y "Muy bien". Finalmente, los demonios entraron a la fuerza, y se dieron cuenta de que ella había escapado. Punkhu Maincha regresó a su casa con los tesoros, y le contó a su asombrada familia lo que le había pasado. La codiciosa madrastra decidió enviar a su hija, que también fuera a buscar más riquezas.

### La hija impaciente
Tras ello, la hija se sentó en el árbol y los demonios llegaron como se esperaba. La llevaron a su casa y le dieron las mismas instrucciones que Maincha. Cuándo el ratón vino nuevamente a pedir pan plano, ella se irritó, y lo tocó con una vara al rojo vivo, enviándolo de vuelta a su agujero. Como el ratón no pudo decirle nada, ello no sabía lo que iba a ocurrir. Los demonios regresaron y los tres se comieron los panes planos, y ella se posiciona entre ambos demonios, pero se queda dormida.
Cuándo ella se quedó rápidamente dormida, el demonio macho cortó un pedazo de su carne con un cuchillo. Cuándo ella lloró de dolor, el demonio hembra dijo: "¿te pellizcó el abuelo?" y luego la acaricia. Poco después, ella también le arranca un pedazo de carne. El demonio macho entonces dijo: "¿te pellizcó la abuela? Ven, acuéstate a mi lado". Esto continuó hasta que solo quedaron los huesos de la niña.
Al día siguiente, la madrastra se peinaba mientras esperaba ansiosa que su hija regresara con oro y plata. Pero entonces, un cuervo se posó en el tejado y le dijo: "La madre se embellece a sí misma, mientras que su hija es solo hueso". Preguntándose lo que el cuervo trataba de decir, se subió al tejado y miró a lo lejos. Vio que los huesos de su hija se estaban secando en la casa de los demonios. Luego golpeó su pecho y lloró.

## Publicaciones
La historia de Dhon Cholecha apareció en una antología de cuentos populares en Nepal bhasa, siendo publicada en 1966. El cuento ha sido publicado en inglés, francés y japonés.